# Grästjärnen (Sundsjö socken, Jämtland)
Grästjärnen är en sjö i Bräcke kommun i Jämtland och ingår i Ljungans huvudavrinningsområde.